# 十兵衛
《十兵衛》（Jūbei-chan） 是由大地丙太郎創作的日本動畫。十兵衛 變身前為菜之花自由，她是一名典型的女中學生。然而，當她戴上心形眼罩後，眼罩內的能量會使她變成第2代柳生十兵衛。

## 故事簡介

### 心形眼罩的秘密
距今約300年前，江戶時代初期的劍客——柳生十兵衛，他的弟子小田豪鯉之介協助將「心形眼罩」傳給第2代柳生十兵衛。而成為第2代柳生十兵衛的條件是「水汪汪的、柔柔嫩嫩的、肉肉的」（ぽちゃぽちゃのぷりんぷりんのぼんぼーん）。
300年後的今日。一名典型的女中學生——菜之花自由，在鯉之介眼中具備「水汪汪的、柔柔嫩嫩的、肉肉的」之特質。菜之花自由載上次眼罩後並能變身為天下無雙的劍客「柳生十兵衛」第2代，並且以劍道和平消除龍乘寺家族對柳生家族的怨恨，此亦是第2代柳生十兵衛心形眼罩的秘密所在。

### 西伯利亞柳生的逆襲
這一年，渴望回到正常的菜之花自由，正過著普通而幸福的日子。然而，一個新來的轉校生——柳生費莉莎，她是柳生十兵衛的女兒，為了奪回父親的眼罩而假意接近自由。另一方面，三百年前被柳生家驅趕到西伯利亞地區的「北柳生」，亦回到日本向柳生十兵衛第二代報復。這時小田豪鮎之介帶著心型眼罩再向自由面前出現，菜之花自由亦要再次變為柳生十兵衛第二代。

## 登場人物

### 心形眼罩的秘密
菜之花自由
配音：小西寛子（1期）／堀江由衣（2期）（日本）；黃鳳兒（香港）
本作主人公。初中生，就讀本劍越中學2年B組。自幼喪母，由父親撫養長大，平凡的生活被突然來到的鯉之助搞得天翻地覆。
變身第二代柳生十兵衛後，樣子與蘿莉狀態的自由從體形、相貌、表情等等都截然不同，完全成為了一個絕美超酷的女劍客
菜之花彩
配音：藤原啟治（日本）；羅偉亮（香港）
自由的父親。職業是小說家，可由於得不到賞識，很早變成為了其他名作家的代筆人。
小田豪鯉之介
配音：置鮎龍太郎（日本）
初代柳生十兵衛的最後弟子。接受師傅臨終的遺言，尋找第二代十兵衛。
龍乘寺四郎
配音：中崎達也（1期）／大津尋葵（2期）（日本）；張振聲（香港）
就讀劍越中學3年C組。劍道部部長。由於宿命而要與柳生十兵衛決一死戰的龍乘寺家族繼承人。
但卻又暗戀着身為普通女孩的自由。
三本松番太郎
配音：上田祐司（日本）
大猿
配音：西村千奈美（日本）
小猿
配音：西村千奈美（1期）／新子夏代（2期）（日本）
丸山翔子
配音：生駒治美（日本）
遠山幸
配音：鈴木真仁（日本）
津村天領
配音：一條和矢（日本）
龍乘寺家的刺客。御影的丈夫。42歳。
津村御影
配音：安原麗子（日本）
龍乘寺家的刺客。天領的妻子。29歳。
大蝶
配音：西村千奈美（日本）
小蝶
配音：岩坪理江（日本）
服部真子次郎
配音：一條和矢（日本）
太鼓大夫/ダーク四郎/石橋漣達
聲優：松山鷹志
第一代柳生十兵衛
聲優：小倉久寛

### 西伯利亞柳生的逆襲
柳生費莉莎
配音：中山恵里奈（日本）
初代柳生十兵衛的親生女兒。
小田豪鮎之介
配音：齋藤彩夏（日本）
鯉之介的孩子，登場時模樣髒兮兮的看似男孩，但在最後一集中鯉之介皆露實為女性。
喜多步郎
配音：前田剛（日本）
柳生喜多烈齋
配音：竹内力（日本）
喜多步郎的父親。北柳生的家主。
柳生但馬守／柳生宗矩
配音：大平透（日本）
柳生十兵衛三嚴的父親。江戶柳生的家主。

## 主題歌
《心形眼罩的秘密》
片尾曲「Forever」
歌手：1999少女隊/作詞：亞伊林/作曲：都倉俊一
《西伯利亞柳生的逆襲》
片尾曲「心晴れて 夜も明けて」
歌手：堀江由衣/作詞、作曲：岡崎律子/編曲：増田俊郎
插曲「風 ~Peace of Mind~」
歌手：岡崎律子/作詞、作曲：岡崎律子/編曲：増田俊郎

## 各話列表
| 話數                 | 日文標題                   | 中文標題               | 劇本             | 分鏡                                           | 演出                 | 作畫監督                        | 收錄VHS          |
| -心形眼罩的秘密-     | -心形眼罩的秘密-           | -心形眼罩的秘密-       | -心形眼罩的秘密- | -心形眼罩的秘密-                               | -心形眼罩的秘密-     | -心形眼罩的秘密-                | -心形眼罩的秘密- |
| -------------------- | -------------------------- | ---------------------- | ---------------- | ---------------------------------------------- | -------------------- | ------------------------------- | ---------------- |
| 1                    |                            | 第二代柳生十兵衛誕生   | 大地丙太郎       | 大地丙太郎                                     | 宮崎なぎさ           | 吉松孝博                        | 第一卷           |
| 2                    |                            | 愛上你的敵人           | 大地丙太郎       | 櫻井弘明                                       | 和田高明             | 松本好弘                        | 第二卷           |
| 3                    |                            | 男人的心開始動搖       | 大地丙太郎       | 佐藤竜雄                                       | 高田淳               | 青野厚司                        | 第二卷           |
| 4                    |                            | 無法回頭的道路         | 大地丙太郎       | 大橋誉志光                                     | 大橋誉志光           | 岡田正和                        | 第二卷           |
| 5                    |                            | 敵人引起的回憶         | 大地丙太郎       | 大地丙太郎                                     | ながはまのりひこ     | 松本好弘                        | 第三卷           |
| 6                    |                            | 昨天的同志，今天的敵人 | 大地丙太郎       | 森山雄治                                       | 福本潔               | 加藤やすひさ                    | 第三卷           |
| 7                    |                            | 不知不覺中習得精髓     | 大地丙太郎       | 音地正行                                       | 村田雅彦             | 菅野利之                        | 第三卷           |
| 8                    | 頭にこんなの添えていた     | 腦海裡增加這樣的東西   | 大地丙太郎       | 大地丙太郎 大橋誉志光                          | ながはまのりひこ     | 松本好弘 山沢実                 | 第四卷           |
| 9                    | 恋の予感の父だった         | 父親的戀愛的預感       | 大地丙太郎       | 小島正幸                                       | 長濱博史             | 市川敬三                        | 第四卷           |
| 10                   | 努力のしどころ、ここだった | 能努力的地方就在這裡   | 大地丙太郎       | 大橋誉志光                                     | 大橋誉志光           | 小池健                          | 第四卷           |
| 11                   | ところが道が曲がってた     | 有時會誤入歧途         | 大地丙太郎       | 井硲清高                                       | ながはまのりひこ     | 菅野利之 松本好弘 小池健        | 第五卷           |
| 12                   | 知らない娘に出会ってた     | 與不認識的女孩見面     | 大地丙太郎       | 佐藤竜雄                                       | 長濱博史             | 田崎聡 菅野利之 大橋誉志光      | 第五卷           |
| 13                   | 夜が明けたら朝が来た       | 只要天明早晨就會來了   | 大地丙太郎       | 大地丙太郎                                     | 宮崎なぎさ           | 吉松孝博                        | 第五卷           |
| -西伯利亞柳生的逆襲- |                            |                        |                  |                                                |                      |                                 |                  |
| 1                    | 地球のどこかが溶けていた   | 地球的某處融化了       | 大地丙太郎       | 大地丙太郎                                     | 宮下新平             | 馬越嘉彦                        | 第壹卷           |
| 2                    | 偶然運命やって来た         | 偶然來了的命運         | 大地丙太郎       | 錦織敦史 小金井太郎                            | 今泉賢一             | 今泉賢一                        | 第壹卷           |
| 3                    | いらない物を捨てていた     | 捨棄不需要的東西       | 大地丙太郎       | 宮下新平                                       | 宮下新平             | 西位輝実                        | 第壹卷           |
| 4                    | ずっと帰らぬ父だった       | 一直沒回來的父親       | 大地丙太郎       | 林宏樹                                         | 五月女浩一朗         | 田中将賀                        | 第貳卷           |
| 5                    | にせモノ家族でなごんでた   | 被遺留的偽家族         | 大地丙太郎       | 後藤圭二                                       | 橋本昌和             | 後藤潤二                        | 第貳卷           |
| 6                    | 昨日の友が敵だった         | 昨天的朋友是敵人       | 大地丙太郎       | 大地丙太郎 長濱博史 佐山聖子 横山彰利 宮下新平 | 板垣伸               | 日向正樹                        | 第貳卷           |
| 7                    | 斬られて落ちて消えていた   | 被斬下的東西消失了     | 大地丙太郎       | 板垣伸                                         | 板垣伸               | 西位輝実                        | 第卷             |
| 8                    | 負けてほほ笑み浮んでた     | 即使輸了也浮現出笑容   | 大地丙太郎       | 宮下新平 佐山聖子 長峯達也 今泉賢一 長濱博史   | 今泉賢一             | 今泉賢一                        | 第卷             |
| 9                    | いつか交えた剣だった       | 將來交手的劍           | 大地丙太郎       | 佐藤竜雄                                       | 真野玲               | 馬越嘉彦 香川久 安彦英二 權允姫 | 第卷             |
| 10                   | あの日のワタシに戻ってた   | 那一日的我回來了       | 大地丙太郎       | 佐山聖子 宮下新平 長峯達也                     | そーとめこういちろう | 田中将賀                        | 第肆卷           |
| 11                   | 真路を決めるときだった     | 是決定真路的時候了     | 大地丙太郎       | 宮下新平                                       | 宮下新平             | 西位輝実                        | 第肆卷           |
| 12                   | ココロが留守なだけだった   | 只是一個不在家的心     | 大地丙太郎       | 長濱博史 平松禎史                              | そーとめこういちろう | 田中将賀                        | 第肆卷           |
| 13                   | スペードハートでマルだった | 黑桃之心是圓的         | 大地丙太郎       | 大地丙太郎                                     | 宮下新平             | 馬越嘉彦                        | 第肆卷           |

## 外部連結
- J2官方網站（页面存档备份，存于） （日語）